# Lijst van Eerste Kamerleden voor de CHU
Een overzicht van alle Eerste Kamerleden voor de Christelijk-Historische Unie (CHU).
| Eerste Kamerlid                     | Begindatum        | Einddatum         |
| ----------------------------------- | ----------------- | ----------------- |
| J.W. Beerekamp                      | 12 februari 1963  | 13 april 1974     |
| J. van Bruggen                      | 6 november 1956   | 4 juni 1963       |
| J.Ch. Bührmann                      | 9 maart 1965      | 9 november 1968   |
| W.F.E. van der Feltz                | 7 mei 1946        | 4 juni 1946       |
| L.E. de Geer van Oudegein           | 5 juni 1963       | 19 september 1977 |
| F.C. Gerretson                      | 18 september 1951 | 2 juli 1956       |
| M.A. Geuze                          | 6 november 1956   | 17 december 1967  |
| N.Ch. de Gijselaar                  | 31 maart 1913     | 7 juni 1937       |
| K.A. Godin de Beaufort              | 9 juli 1908       | 31 oktober 1910   |
| J. ter Haar jr.                     | 29 juli 1930      | 11 oktober 1941   |
| J.P. Havelaar                       | 9 juli 1908       | 8 februari 1913   |
| J. Heij                             | 16 januari 1968   | 19 september 1977 |
| A. van der Hoeven                   | 3 augustus 1914   | 7 juni 1937       |
| J.W. van Hulst                      | 3 juli 1956       | 19 september 1977 |
| A.A. ten Kate-Veen                  | 25 maart 1975     | 19 september 1977 |
| S.R. Knottnerus                     | 5 juni 1963       | 9 mei 1971        |
| S.R. Knottnerus                     | 4 juni 1974       | 15 januari 1975   |
| G. Kolff                            | 14 maart 1935     | 27 februari 1959  |
| H.C. Kranenburg                     | 17 oktober 1961   | 15 november 1968  |
| W.F. Lichtenauer                    | 3 juli 1956       | 30 september 1961 |
| C.J. van Mastrigt                   | 20 september 1960 | 4 juni 1963       |
| R.Th. van Pallandt van Eerde        | 20 september 1910 | 14 maart 1913     |
| F.H. Piket                          | 7 januari 1969    | 19 september 1977 |
| R. Pollema                          | 12 juni 1928      | 8 februari 1965   |
| J. Reijers                          | 23 juli 1946      | 4 juni 1963       |
| D. Rijnders                         | 16 september 1969 | 19 september 1977 |
| B.Ch. de Savornin Lohman            | 7 april 1926      | 16 maart 1946     |
| J.E.N. Schimmelpenninck van der Oye | 9 juli 1908       | 10 april 1914     |
| P. Scholten                         | 18 december 1945  | 8 februari 1946   |
| J.R. Slotemaker de Bruïne           | 25 juli 1922      | 8 maart 1926      |
| C. Staf                             | 9 juni 1959       | 19 september 1960 |
| H. Verkouteren                      | 25 juli 1922      | 3 juni 1930       |
| G. Vixseboxse                       | 23 juli 1946      | 10 januari 1963   |
| J.W.J. de Vos van Steenwijk         | 20 september 1932 | 26 februari 1935  |
| W.L. de Vos van Steenwijk           | 22 april 1913     | 22 juli 1946      |
| L.W. de Vries                       | 25 juli 1922      | 1 mei 1928        |
| K. de Vries                         | 10 december 1968  | 19 september 1977 |
| O.J.E. van Wassenaer van Catwijck   | 16 juni 1914      | 18 mei 1932       |
| J.D. van Wassenaer van Rosande      | 9 juli 1908       | 22 juni 1914      |
| J. de Zwaan                         | 8 juni 1937       | 2 juli 1956       |